# Power Metal (album)
Power Metal četvrti je studijski album američkog heavy metal sastava Pantera. Panterina diskografska kuća Metal Magic Records objavila ga je u svibnju 1988.

## O albumu
Power Metal prvi je Panterin album s pjevačem Philom Anselmom. Zadnji je album sastava čiji je producent Jerry Abbott (pod pseudonimom "The Eldn"), otac Dimebaga Darrella i Vinnieja Paula. Također je posljednji uradak skupine koji žanrovski pripada glam/heavy metalu. Na idućem albumu Cowboys from Hell okrenula se groove metalu koji joj je priskrbio popularnost.

## Popis pjesama
Tekstovi i glazba: Pantera. 
| 1.    | »Rock the World«   | 3:36 |
| 2.    | »Power Metal«      | 3:54 |
| 3.    | »We'll Meet Again« | 3:56 |
| 4.    | »Over and Out«     | 5:08 |
| 5.    | »Proud to Be Loud« | 4:04 |
| 6.    | »Down Below«       | 2:51 |
| 7.    | »Death Trap«       | 4:09 |
| 8.    | »Hard Ride«        | 4:18 |
| 9.    | »Burnnn!«          | 3:37 |
| 10.   | »P•S•T•88«         | 2:42 |
| 38:15 |                    |      |

## Zasluge
Pantera
- Phil Anselmo – vokal
- Diamond Darrell – gitara, vokal (pjesma 10.)
- Rex Brown – bas-gitara
- Vinnie Paul – bubnjevi